# 141 T Est 4401 à 4512

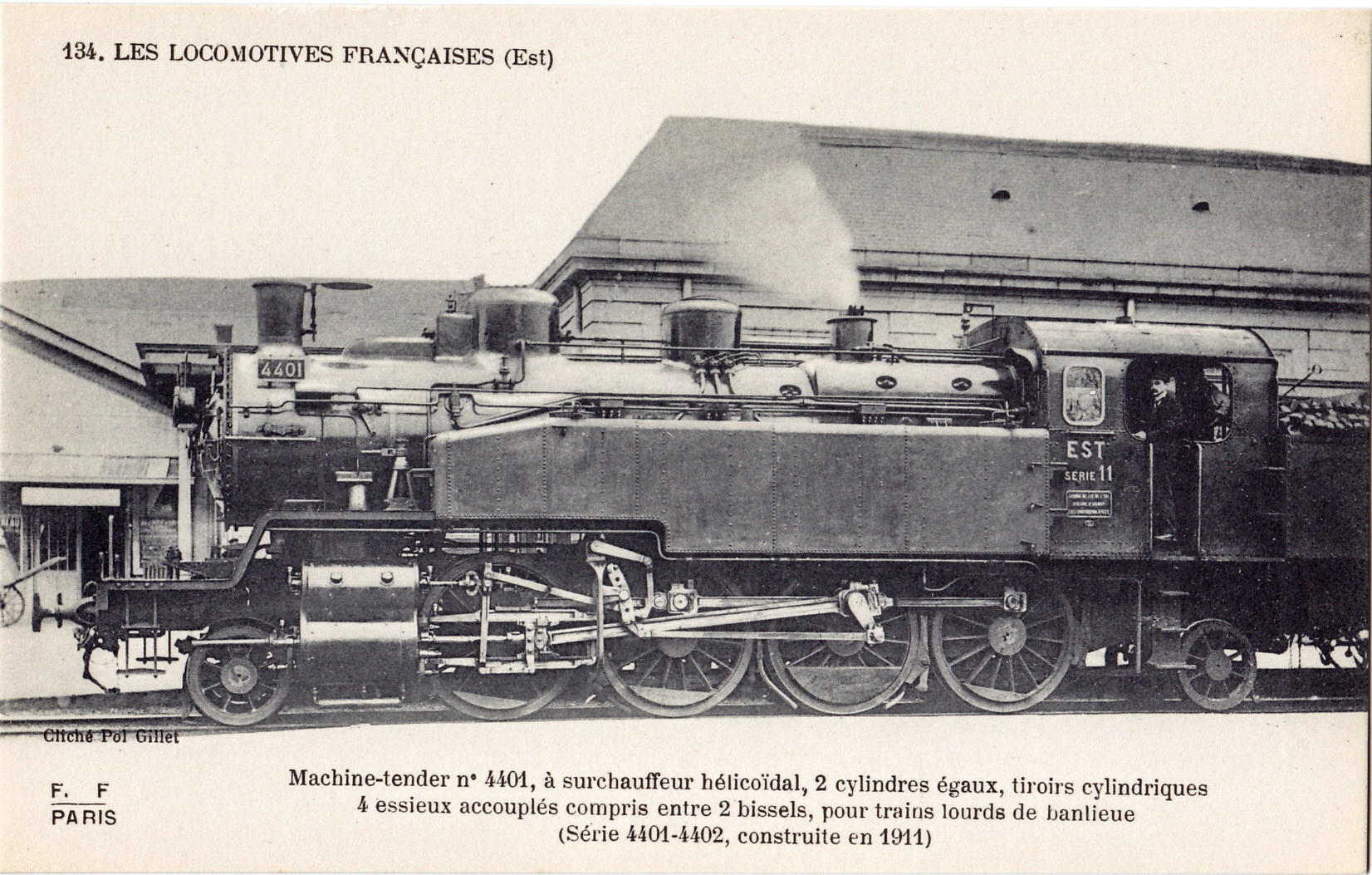
La première machine construite par Epernay

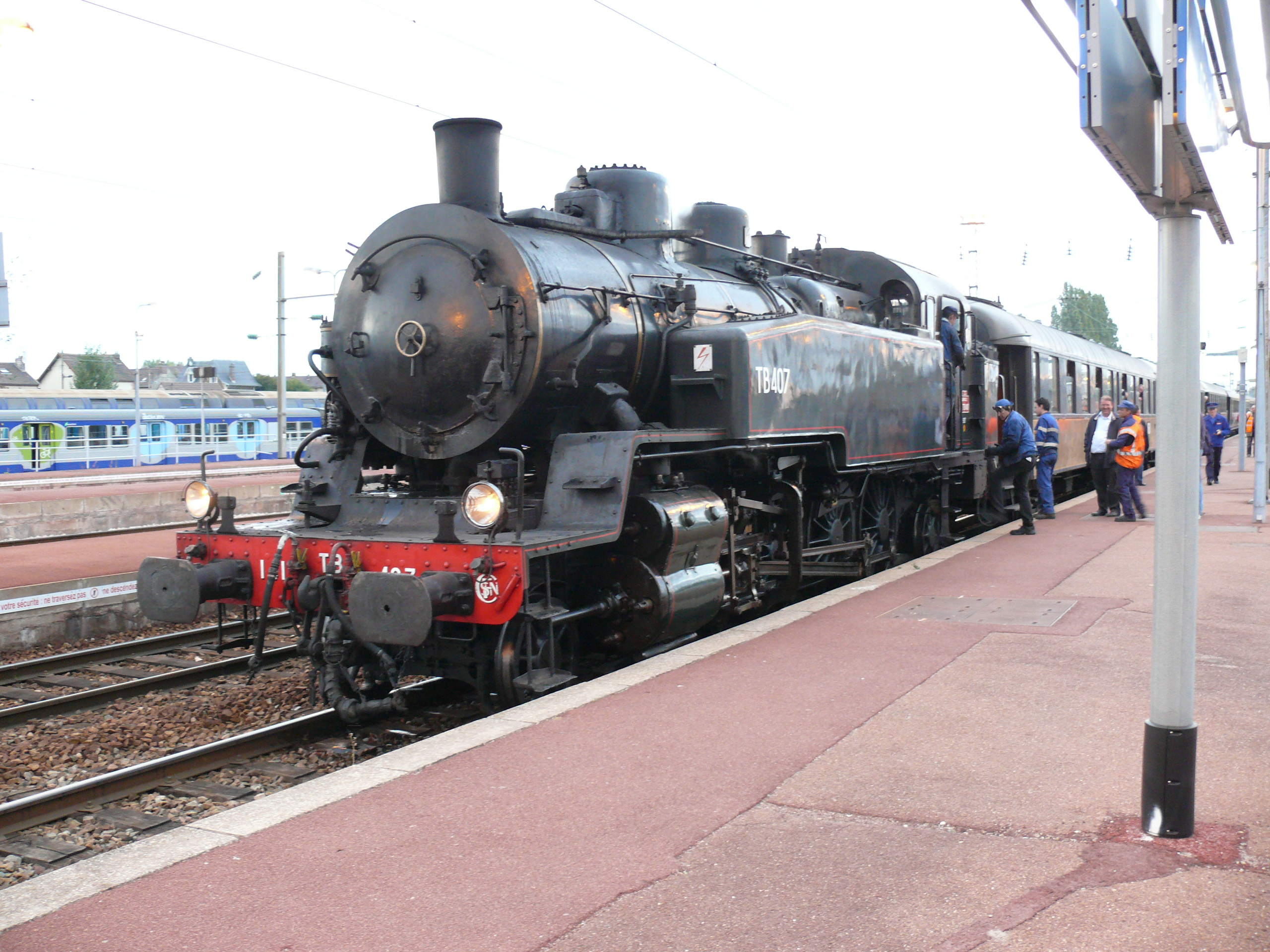
141 TB 407 de l'AJECTA en gare de Persan - Beaumont.

Les Mikado série 11s numéro 4401 à 4512 étaient des locomotives-tender qui furent étudiées pour le service sur les lignes de la banlieue parisienne de la Compagnie des chemins de fer de l'Est.

## Genèse
Les 141 T Est 4401 à 4512 série 11s ont vu le jour en 1911 avec la réalisation de deux prototypes, étudiés sous l'impulsion de Louis Salomon, ingénieur en chef et numérotés 4401 et 4402 mais série 11, dans les ateliers de la Compagnie à Épernay. Ils furent suivis d'une série de 110 locomotives, livrées entre 1913 et 1917. Une commande de 50 machines supplémentaires, un temps envisagée ne sera pas concrétisée du fait de la Première Guerre mondiale. La construction de la série fut effectuée par quatre constructeurs en six marchés :
| N° EST    | constructeur                       | année     | N° SNCF        |
| 4401-4402 | Ateliers de la Compagnie à Épernay | 1913      | 141 TB 401-402 |
| 4403-4417 | Blanc-Misseron                     | 1913      | 141 TB 403-417 |
| 4418-4432 | Société de Saint-Léonard à Liège   | 1913      | 141 TB 418-432 |
| 4433-4462 | Ateliers de la Compagnie à Épernay | 1913-1914 | 141 TB 433-462 |
| 4463-4492 | Cail                               | 1914      | 141 TB 463-492 |
| 4493-4512 | Ateliers de la Compagnie à Épernay | 1915-1917 | 141 TB 493-512 |

## Description
Ces machines disposaient d'un moteur à deux cylindres à simple expansion et la distribution était du type « Walschaerts ». Le foyer était un foyer de type « Belpaire » et l'échappement était à valves remplacé par la suite par un de type « PLM » à trèfle. Ces machines étaient équipées d'un chauffage par l'avant et par l'arrière. Les essieux porteurs avant et arrière étaient traités en bissel de type « Est » avec un déplacement latéral de + ou - 90 mm. Seuls les essieux moteurs étaient freinés. Dans les années 1920, ces locomotives furent équipées d'un double poste de conduite pour la marche dans les deux sens. Cet équipement déposé par la suite n'existe plus sur les machines préservées. D'origine les 4453 à 4462 furent munies d'un réchauffeur de type « Caille Potonié » qui fut démonté par la suite. En 1932 il fut procédé à des essais d'écran pare-fumée sur la 4433, essais sans suite. La 4438 reçut, elle, une distribution par doubles tiroirs, essais aussi sans suite.
À la formation de la SNCF, en 1938, la série fut réimmatriculée : 1-141 TB 401 à 512 (mais il ne restait plus que 110 locomotives car les 4411 et 4413 avaient disparu lors du premier conflit mondial). 
En 1958, la marche en réversibilité fut installée sur trente-sept locomotives pour le service de banlieue, leurs traverses de choc avant et arrière étant renforcées.

## Utilisation et services
Ces locomotives constituèrent la plus grosse série de locomotives-tender de la Compagnie des chemins de fer de l'Est, et ont assuré le service de banlieue de Paris-Est jusqu'à l'électrification de la ligne Paris - Strasbourg, effectué en 1962, en étant affectées aux dépôts de Noisy, Paris-La Villette et Vaires. Les 1-141 TB assurèrent également du service en dehors de la région parisienne et furent utilisées à Nancy, Conflans-en-Jarnisy, Châlons-sur-Marne, Vitry-le-François, Blainville, Belfort, Lérouville et Nançois-Tronville. À partir de 1962 elles ont remplacé en les 1-131 TB 1 à 50 sur la ligne de Vincennes. Elles ont assuré ce service jusqu'à la veille de l'intégration de la ligne, le 14 décembre 1969, à la transversale aujourd'hui appelée ligne A du RER alors desservie par le MS 61. Alors, bon nombre de locomotives furent mutées sur des établissements de province pour service divers, de la manœuvre en gare jusqu'à la traction sur les petites lignes où leur faible masse par essieu de 16 tonnes fut un atout.
Lors des dernières années des 1-141 TB, certaines machines furent louées sur le réseau CFTA de Provins, à savoir les : 1-141 TB 407, 447, 455, 457, 460 et 500 qui circulèrent dans la vallée de la Voulzie entre Longueville et Villiers-Saint-Georges et de ce fait survécurent jusqu'en 1972.

## Machines sauvegardées
- La 4407, devenue 1-141 TB 407 à la SNCF, a rejoint le 4 mars 1972, le dépôt l'AJECTA[1] (la rotonde de Longueville) où elle a été restaurée par l'association.  Classé MH (1988)[3].
- La 4424, devenue 1-141 TB 424 à la SNCF, est sauvegardée, depuis 1999, par l'AAATV de Mulhouse[1]. Elle fut utilisée par le Chemin de fer touristique du Rhin qui fera entièrement réviser sa chaudière en 2009[4]. Depuis l'été 2013, elle est prêtée à La Vapeur du Trieux pour la ligne touristique de Paimpol à Pontrieux et désormais garée hors saison touristique aux ateliers CFTA de Carhaix[5].  Classé MH (1992)[6].

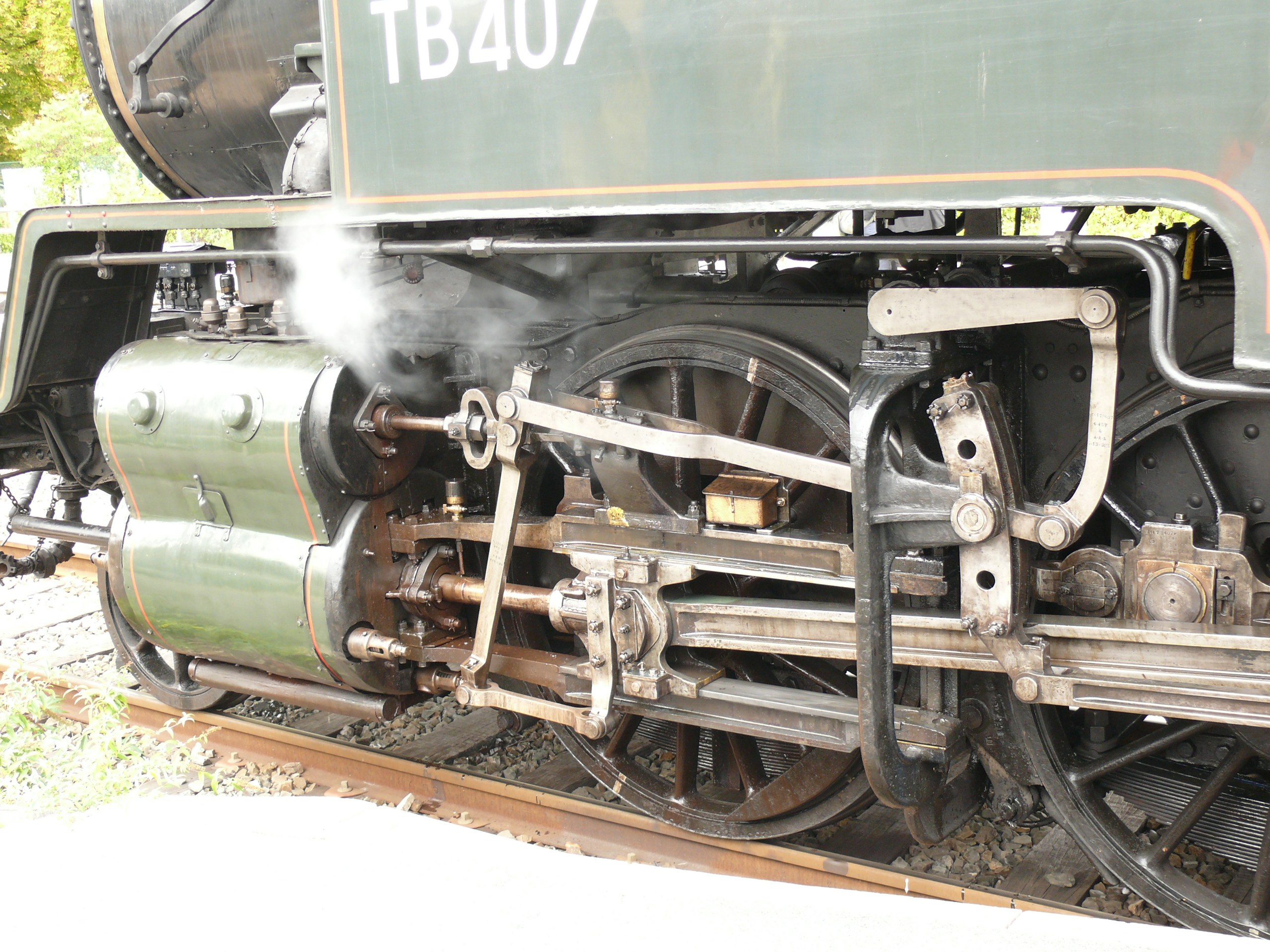
Embiellage et distribution Walschaerts de la locomotive 141 TB 407
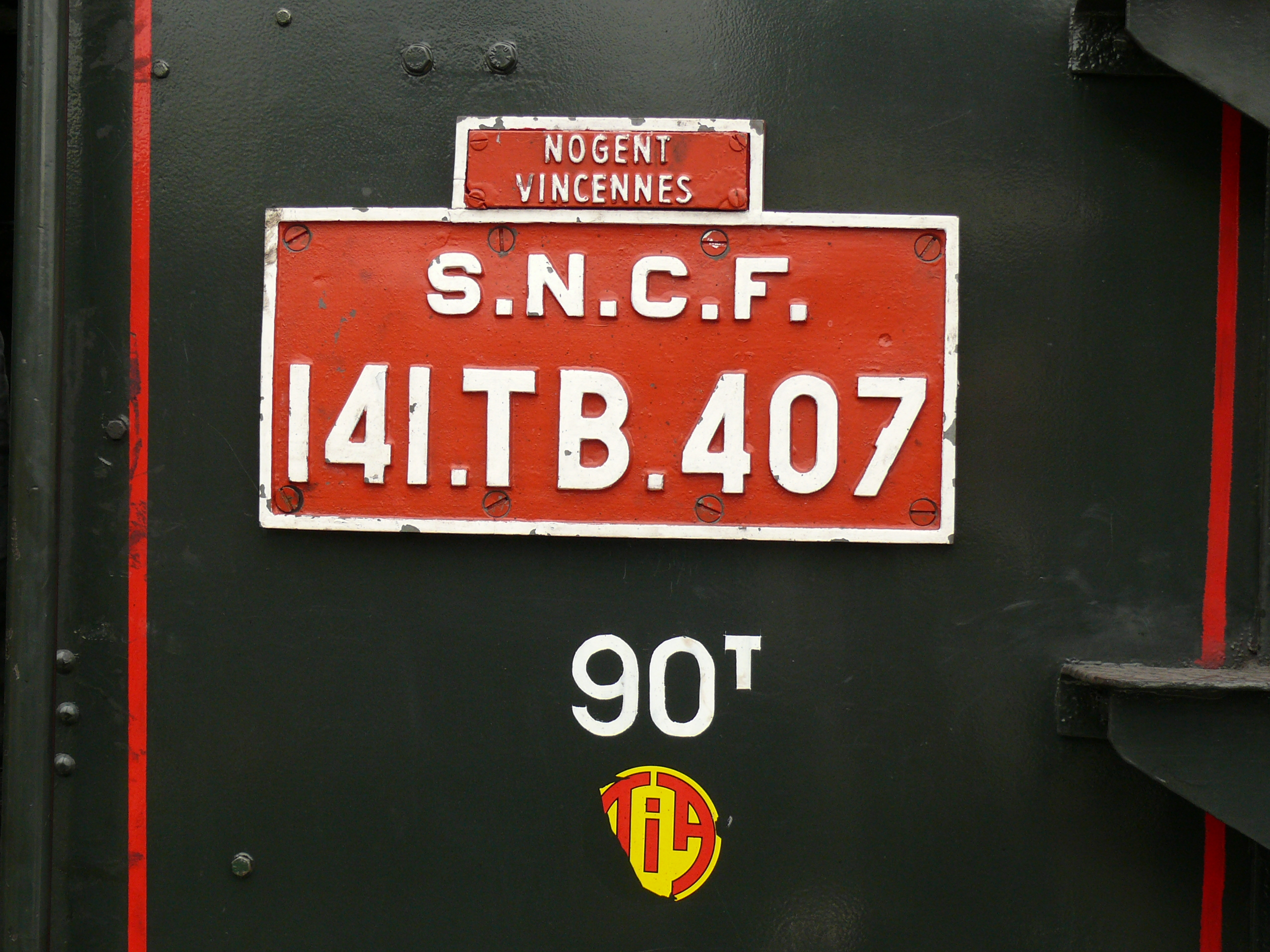
Plaques de la locomotive 141 TB 407, montrant son dépôt historique d'appartenance : Nogent-Vincennes
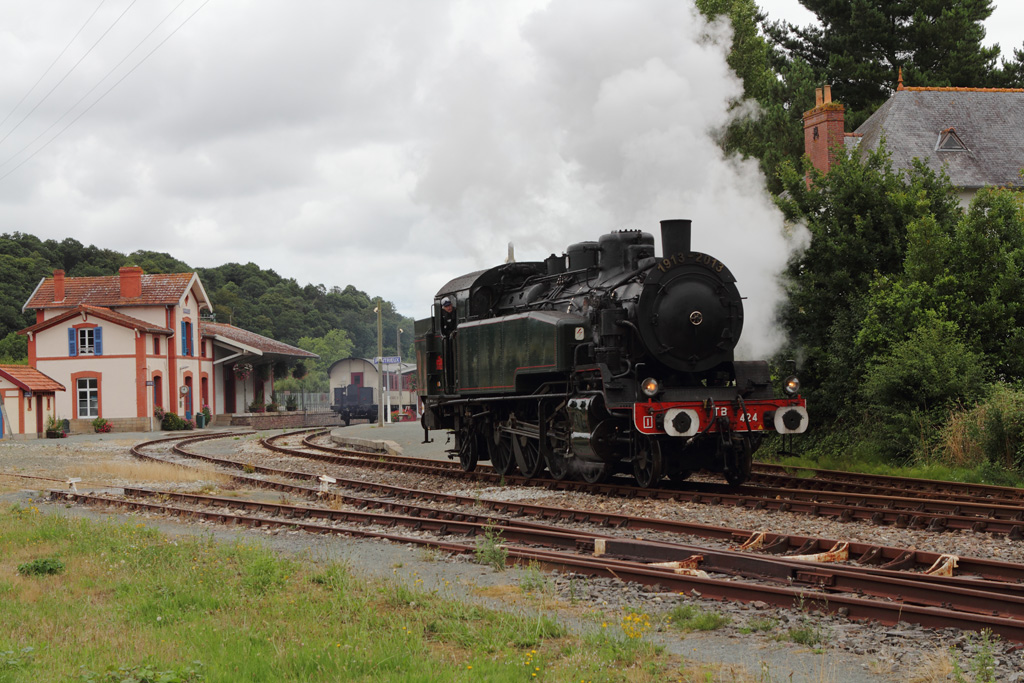
manœuvre de la 141TB 424 à Pontrieux sur la vapeur du Trieux
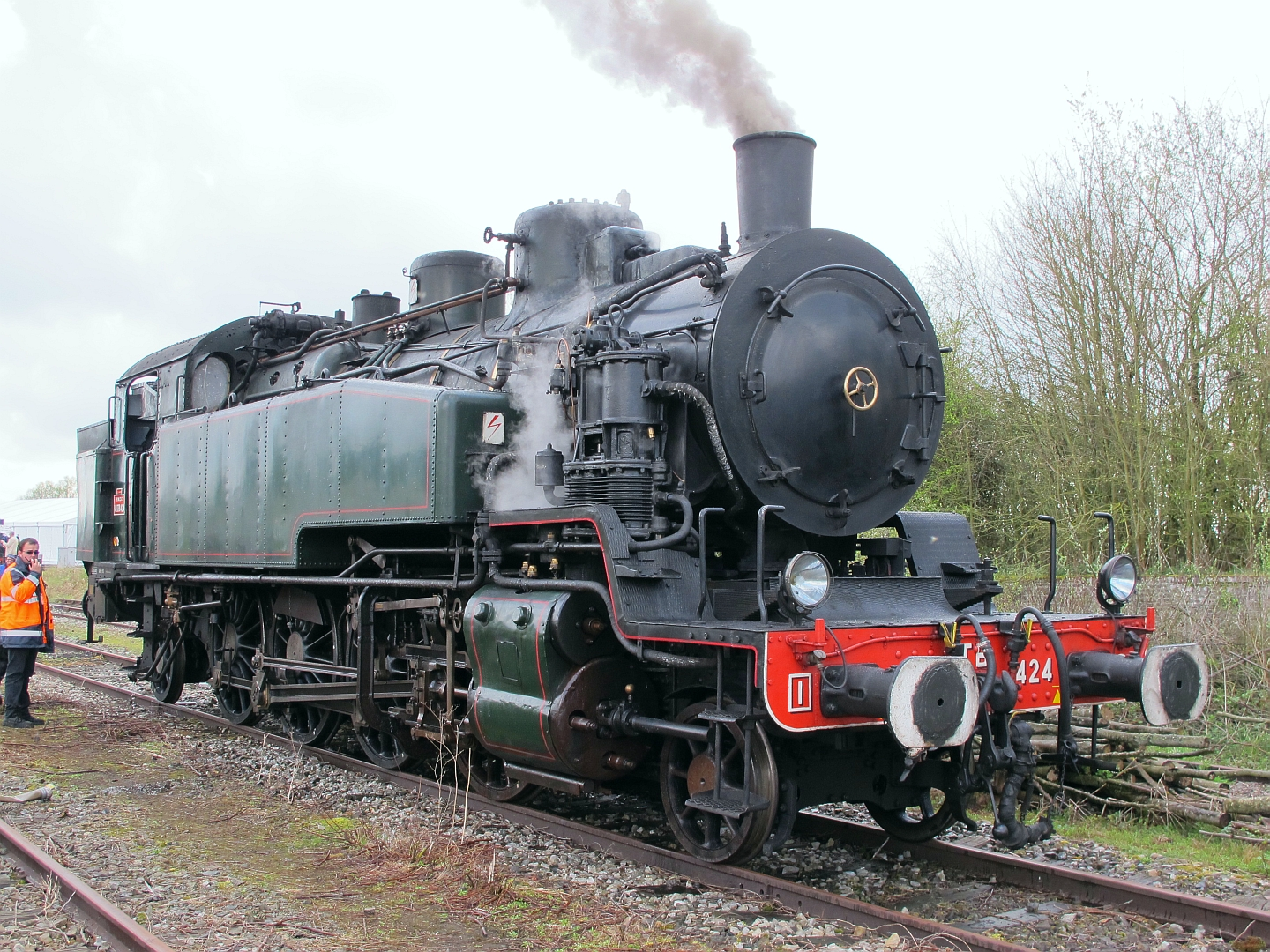
La 141 TB 424 en gare de Noyelles pour la Fête de la Vapeur 2016.

## Modélisme
Les 1-141 TB ont été reproduites à l'échelle HO par Locostyl (kit en métal à monter) et Fulgurex (reproduction haut de gamme en laiton). Fulgurex les a aussi reproduites à l'échelle O.